# Хиттин
Хиттин (араб. حطّين‎, (араб. حِـطِّـيْـن‎) или Хаттине (араб. حَـطِّـيْـن‎)) — бывшая арабская деревня, расположенная в 8 километрах к западу от Тверии. Это место битвы при Хаттине в 1187 году, в результате победы в которой Саладин отвоевал большую часть Палестины у крестоносцев. На территории деревни находится храм Наби Шуайб, почитаемый друзами и мусульманами-суннитами как могила Иофора. Деревня находилась под властью Османской империи с XVI века до конца Первой мировой войны, когда Палестина перешла под управление Великобритании. Во время Арабо-израильской войны в 1948 году население покинуло деревню.

## История

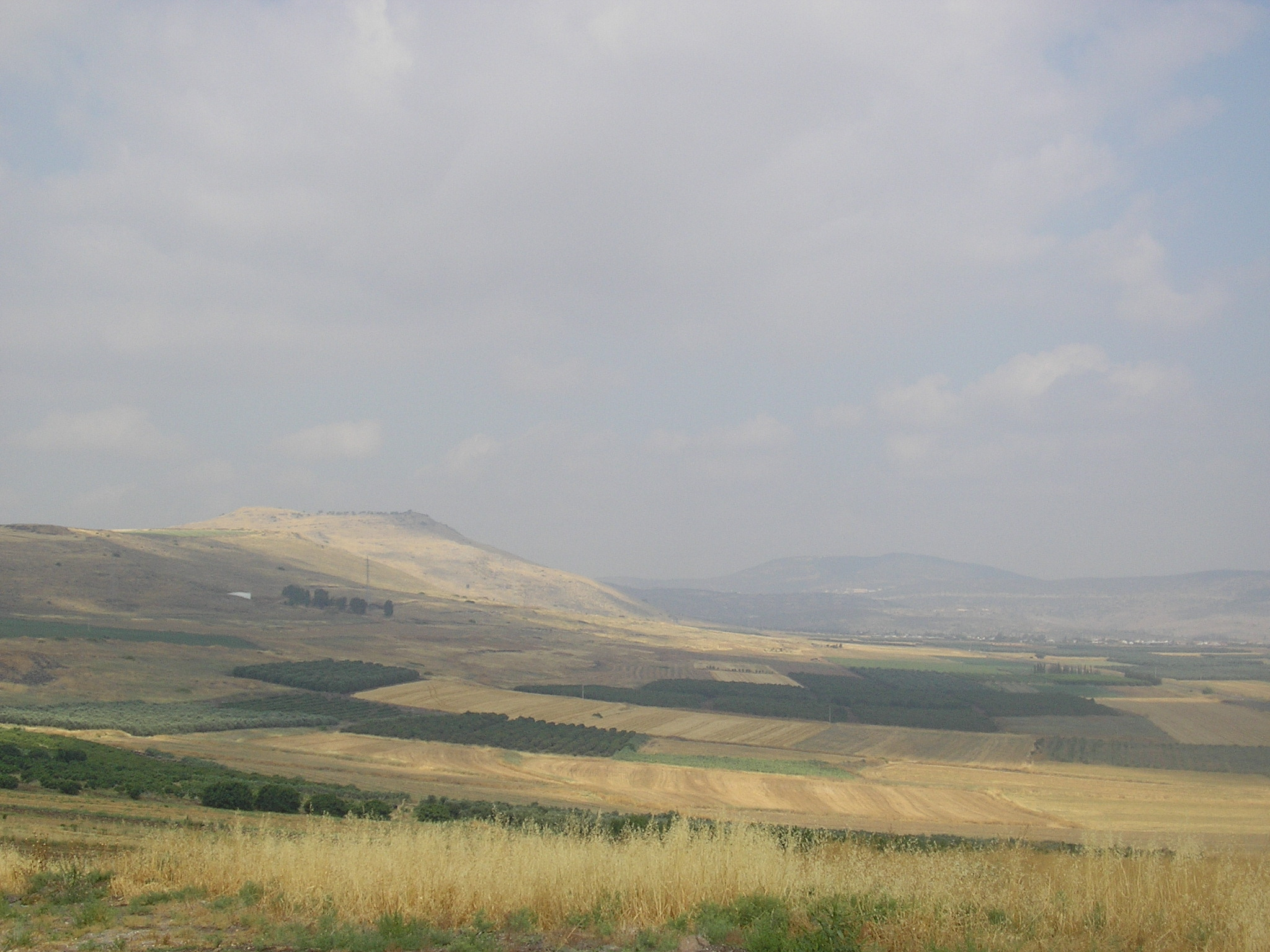
Рога Хаттина

Хиттин находился на северных склонах двойного холма, известного как «Рога Хаттина». Из-за своего расположения рядом с равниной Хиттин, выходящей на востоке к прибрежным низменности у озера Кинерет, а на западе — к горным перевалам, ведущим к долинам нижней Галилеи, это место имело большое стратегическое и экономическое значение. В течение многих веков здесь проходили караваные пути, а также пути военных вторжений.

### Доисторические времена
Во время археологических раскопок на этом месте были найдены фрагменты глиняной посуды периода Неолита и Халколита.

### От бронзового века до византийского периода
В деревне была раскопана стена раннего бронзового века. Возможно, что арабская деревня была построена над ханаанейским городом Сиддим или Зиддим (Нав. 19:35), который в третьем веке до нашей эры приобрел древнееврейское имя Кфар Хиттин («деревня зерна»). В римский период это поселение было известно как Кфар Хиттая. В IV веке нашей эры здесь находился еврейский раввинский город.

### Периоды крестоносцев / айюбидов и мамлюков
Хиттин был расположен недалеко от места битвы при Хаттине, где Саладин победил крестоносцев в 1187 году. Известно, что он находился недалеко от базового лагеря армии айюбидов под командованием Саладина.
Многие выдающиеся деятели исламского периода в Палестине родились или были похоронены в Хиттине, согласно ранним арабским географам. Таким как Якут аль-Хамави (1179—1229) и аль-Ансари аль-Димашки (1256—1327), которого называли Шейх Хеттин. Али аль-Давадари, писатель, экзегетист Корана и каллиграф, умер в деревне в 1302 году.

### Османский период
В 1596 году, Хиттин стал частью Османской империи, принадлежащий подрайону Тверия района Цфата. Сельские жители платили налоги на пшеницу, ячмень, оливки, коз и ульи.
В 1646 году эту маленькую деревню посетил Эвлия Челеби, который описал её следующим образом: «Это деревня на территории Сафада, состоящая из 200 мусульманских домов. Здесь не живут друзы. Она выглядит как процветающий маленький городок, изобилующий виноградниками, фруктовыми садами и садами. Вода и воздух здесь прохладны и освежают. Раз в неделю проводится большая ярмарка, на которую, для того чтобы продавать и покупать, собираются из окрестных мест десять тысяч человек. Деревня расположена в просторной долине, окаймленной с обеих сторон невысокими скалами. В ней есть мечеть, общественная баня и караван-сарай». Челеби также сообщил, что существует храм под названием Тейке Муграби, где живут более ста дервишей, и где находится могила шейха Имада эд-дина, из семьи пророка Шуейба, который, как считается, жил здесь в течение двухсот лет.
Ричард Поукок, побывавший в Хиттин в 1727 году, пишет, что эта деревня «славится своими приятными садами с лимонными и апельсиновыми деревьями; здесь у турок есть мечеть, которой они поклоняются, и там, как говорится, похоронен великий шейх, которого они называют Седе Ишаб, он, согласно традиции (как заверил меня очень образованный еврей), является Йофором, тестем Моисея».
Примерно в это же время и до конца XVIII века Хиттин был небольшой деревней в независимом шейхстве Захира аль-Умара аз-Зейдани. В 1767 году сын Захира Саид пытался контролировать Хеттин и близлежащий Туран, но потерпел поражение от своего отца. Тем не менее, Захир помиловал Саида и подарил ему обе деревни. На карте египетского похода Наполеона 1799 года отмечено место, которое называется Хаттин.
Иоганн Людвиг Буркхардт, швейцарский путешественник по Палестине около 1817 года, отметил Хеттин как деревню, а Эдвард Робинсон в 1938 году описал её как небольшую деревню из каменных домов. Уильям МакКлюр Томсон, побывавший в 1850-х годах, обнаружил «гигантские» живые изгороди кактусов, окружающих Хиттина. Он сообщил, что посещение местной святыни считалось лекарством от безумия.
В 1863 году Тристрам писал о «ярких лицах и ярких цветах», которые он там видел, и о «своеобразных» костюмах: «Длинные узкие платья или рясы из алого шёлка, с диагональными жёлтыми полосами и, как правило, ярко-красного и синего цветов» или жёлтый пиджак над ними; в то время как их щёки были окружены долларами и пиастрами по образцу Назарета, а некоторые из более богатых носили ожерелья из золотых монет с двойным кулоном для кулона впереди". В 1875 году Виктор Герин посетил деревню, упомянув в своих сочинениях, что существует местная традиция, согласно которой в деревне можно было найти гробницу Джетро (Неби Чагиба), свёкра Моисея.
В 1881 году в Обзоре Западной Палестины Фонда разведки Палестины Хеттин описывался как большая, хорошо сложенная каменная деревня, окруженная фруктовыми и оливковыми деревьями. В нём насчитывалось около 400—700 сельских жителей, все мусульмане, которые обрабатывали окружающую равнину.
Список населения примерно с 1887 года показал, что в Хаттине проживает около 1350 человек; 100 евреев и 1250 мусульман. Начальная школа была основана в деревне около 1897 года.
Кондер пишет в своем «Латинском королевстве Иерусалим» (1897): «Это место было окружено оливками и фруктовыми деревьями, и хороший источник — обильный и свежий — тек на северо-запад в ущелье Вади-Хаммам».
В начале XX века некоторые земли в восточной части долины Арбель были проданы еврейским обществам по покупке земли. В 1910 году здесь была основана первая еврейская деревня Мицпа.

### Период британского мандата

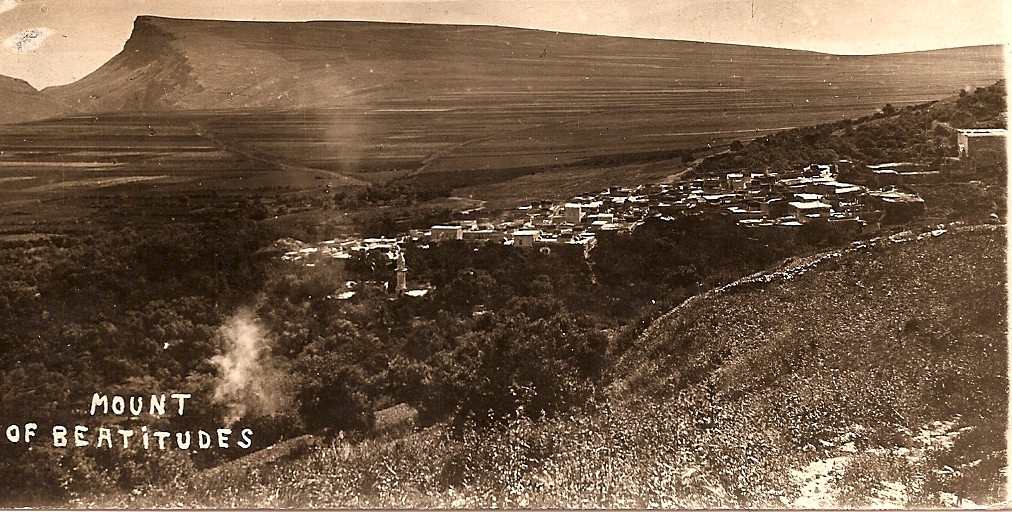
Хиттин во время британского мандата, фотография Фадиля Сабы, Назарет

В 1924 году у деревни Хаттин на купленной земле была основана вторая еврейская деревня, Кфар-Хиттим.
По данным переписи населения, проведенной в 1922 году мандатными властями, население Хаттина составляло 889 человек, из них 880 мусульман и 9 евреев. Перепись населения в 1931 году показала рост численности людей до 931, из которых уже все были мусульмане. В общей сложности они проживали в ста девяноста домах.
В 1932 году шейх Изз ад-Дин аль-Кассам и местное палестинское руководство, связанное с партией Независимости, торжественно отметили годовщину победы Саладина в Хиттине. День Хеттина, прошедший 27 августа того же года во дворе школы в Хайфе, должен был стать антиимпериалистическим митингом. В нём приняли участие тысячи людей из Палестины, Ливана, Дамаска и Зарубежья. Речи, произнесённые на этом мероприятии, были посвящены независимости арабского мира и важности единства между всеми арабами, мусульманами и христианами.
В 1945 году в Хиттине проживало 1190 мусульман, а общая площадь земель составляла 22 764 дунама, из которых 22 086 дунамов принадлежали арабам, а 147 дунамов были собственностью евреев. Оставшийся 531 дунам находился в государственной собственности. Обрабатываемые земли составляли 12 426 дунамов, а необрабатываемые земли — 10 268 дунамов. Из культивируемых земель 1967 дунамов состояли из плантаций и орошаемых земель, а 10 462 дунама были посвящены зерновым культурам. Застроенная площадь деревни представляла собой 70 дунамов, и она была полностью заселена арабами.